# グエナエル・ニコラ
グエナエル・ニコラ（Gwenael Nicolas、1966年6月9日 - ）は、フランス出身のインテリアデザイナー/プロダクトデザイナー。デザイン事務所「キュリオシティ」代表。東京を拠点に活動している。
家具や化粧品パッケージなどのプロダクトデザイン、ブティックやホテルの空間デザインなど、世界中で多くのプロジェクトを手がけている。

## 人物・来歴
ブルターニュに生まれる。趣味のサーフィンに講じていた10代の頃に、サーフボードを自作したことをきっかけに、ものづくりやデザインへの興味を持ち始め、フランス・パリのエコール・シュペリウール・デ・アート・グラフィックス・ペニンゲン (Ecole Supérieure d'Art Graphique E.S.A.G.)に進学、1988年にインテリアデザイン学士号を取得。その後、イギリス・ロンドンのロイヤル・カレッジ・オブ・アート(Royal College of Art RCA)にてインダストリアルデザインを学び、1991年に修士号を取得している。　　
日本、特に東京への憧れと興味が強く、1991年に来日。インダストリアルデザイナー、坂井直樹を尊崇していたことも来日の動機の一つであり、共に仕事をしたいという熱意を伝えるために手紙を繰り返し送った。その強い想いが叶い、面会が実現、仏壇のデザインを任された。その作品『BUTSUDAN』が、日本でのプロダクトデザイナーとしての最初の作品である。フリーランスのデザイナーとして、坂井直樹との協業、三宅一生からの店舗デザインの依頼など、活躍の場を広げ、1998年にデザイン事務所「キュリオシティ」を設立。
以降、香水や化粧品のパッケージデザイン、Gameboyなどのプロダクトデザインを手がける一方で、インテリアデザイナーとしても活躍。LVMHグループをはじめ、国際的なラグジュアリーブランドのストアコンセプトを数多く担当し、その手がけた店舗はロンドンやパリ、ミラノなど世界中の大都市の路面に見られる。　　
47,000平米に及ぶ大型商業施設『GINZA SIX』（2017年開業/東京・銀座）の共用部デザインを担当したことでも知られ、インターナショナルで未来的な雰囲気の中に和を感じさせるデザインは話題を呼んだ。　　
国内外のブランド・企業からの依頼のみならず、自らの美意識やデザイン哲学についても、オリジナルの香水、家具などのプロダクト制作やインスタレーションを通じて、活発に発信している。
キュリオシティ設立20周年を記念した展覧会『CURIOSITY CANVAS COLLECTION』では、キャンバスに描かれたアートのような椅子『CANVAS CHAIR』を公開。モンクレール（Moncler )やドルチェ&ガッバーナ（Dolce&Gabbana ）など、これまで店舗デザインを手がけたハイブランドからの協力を得て、オリジナルチェアを披露した。
2023年4月、キュリオシティはフューチャー株式会社の連結子会社となった。

## 主な作品

### 空間・内装デザイン作品
- PLEATS PLEASE ISSEY MIYAKE (ニューヨーク/パリ)-1999年
- ESPACE TAG HEUER （東京・青山）-2001年
- ME ISSEY MIYAKE （東京・青山）-2002年
- SONYショールーム　（東京・銀座）-2003年
- PLEATS PLEASE ISSEY MIYAKE（東京青山）-2004年
- UNIQLO KIOSK （東京・渋谷）-2006年
- TRIBECA AOYAMA（東京・青山）-2006年
- ASTA AVEDA -2007年
- ANA CROWN PLAZA HOTEL OSAKA/ THE DINING (大阪)-2008年
- MARS THE SPA & BOUTIQUE （東京）-2008年
- INDIVI -2009年
- UNIQLOメガストア (東京・新宿) -2009年
- UNIQLO (東京・銀座) -2009年
- NIKKEI MEDIA WALL日本経済新聞社ロビー (東京・大手町)-2009年
- MIXX BAR & LOUNGE （東京・六本木）-2010年
- ROBUCHON AU DOME （マカオ）-2011年
- MAISON MOYNAT PARIS -2011年
- COSMEME (埼玉)-2011年
- LOUIS VUITTON 銀座並木通り店　（東京・銀座）-2012年
- BERLUTI OSAKA (大阪・梅田)-2012年
- FENDI AVENUE MONTAIGNE PARIS (パリ)-2013年
- FENDI MONTENAPOLEONE (ミラノ)-2013年
- BERLUTI GINZA (東京・銀座)-2013年
- BERLUTI 　PARIS SAINT HONORE (パリ)-2013年
- LOUIS VUITTON TOWN HOUSE （ロンドン）-2013年
- BERLUTI PARIS FAUBOURG (パリ)-2013年
- MAISON MOYNAT LONDON -2014年
- JEAN-GEORGE RESTAURANT TOKYO (東京・六本木)-2014年
- FENDI LONDON BOND STREET (ロンドン)-2013年
- TOKYO RESIDENCE (東京)-2015年
- JEAN-GEORGE RESTAURANT DUBAI (ドバイ)-2015年
- PALAZZO FENDI (ローマ)-2015年
- BOUTIQUE ASHIDA MIDOSUJI (大阪・心斎橋)-2016年
- TODS LONDON (ロンドン)-2016年
- DOLCE & GABBANA AOYAMA (東京・青山)-2016年
- GINZA SIX (東京・銀座)-2017年
- MOYNAT GINZA SIX　(東京・銀座)-2017年
- FENDI GINZA SIX　(東京・銀座)-2017年
- BRILLIA THE TOWER TOKYO YAESU AVENUE (東京・八重洲)-2017年
- DOLCE & GABBANA LONDON OLD BOND STREET (ロンドン)-2017年
- TODS DUBAI MALL (ドバイ)-2018年
- MONCLER DUBAI MALL　(ドバイ)-2018年
- DOLCE & GABBANA MIAMI DESIGN DISTRICT (マイアミ) -2018年
- VERSACE MIAMI BAL HARBOUR(マイアミ) -2018年
- VERSACE MUNICH　(ミュンヘン)-2018年
- VERSACE FLORENCE (フィレンツェ)-2019年
- MONCLER MARINA BAY SINGAPORE (シンガポール)-2019年
- HIPANDA OMOTESANDO FLAGSHIP SHOP (東京・原宿)-2019年
- m-i-d 大阪大丸心斎橋店 ( 大阪・心斎橋)-2019年
- MOYNAT HONG KONG LANDMARK（香港)-2020年
- SORANO HOTEL(東京・立川）-2020年

他

### プロダクト作品
- 『BUTSUDAN』　1993年
- ISSEY MIYAKE 『La Feu D’ Issey』 (香水） 1999年
- 任天堂『GAMEBOY ADVANCE』 （ゲーム機）2000年
- YVE SAINT LAURANT 『KOUROS』(香水）  2004年
- VAN CLEEF & ARPELS『TSAR』
- カネボウ　『YUSUI』(香水） 2004年
- LOUIS VUITTON / OBJET NOMADES 『ERNEST BED』『MILLER LAMP』 (家具） 2015年
- カネボウ /　LUNASOLシリーズ パッケージ
- カネボウ /SENSAIシリーズ パッケージ
- カネボウ　/ グローバルブランドKANEBOパッケージ　2016年〜
- パナソニック /　MEDUCE (照明器具） 2019年

他

### インスタレーション ・展覧会
- 『PERFUME X PERFORM』 2002年
- TOKYO DESIGNERS BLOCK/『SPIRAL』 2003年
- LE DESIGN AUJOUD’HUI 『D-DAY』 2005年
- C-1 EXHIBISION 2007年
- 第39回東京モーターショー/NISSAN BOOTH 2006年
- 第40回東京モーターショー/NISSAN BOOTH 2007年
- 『LIGHT-LIGHT』TOKYO WONDER, AT FUORI SALONE 2008年
- 『TOKYO FIBER』 2009年
- 『LEXUS RX MUSEUM』2009年
- SWAROVSKI 『CRYSTAL PALACE』 2010年
- 東京デザイナーズウィーク/　KOKUYO BOOTH 2010年
- SWAROVSKI 『CUBES』 2011年
- 『INTERNI MUTANT』 AT FUORI SALONE 2011年
- 東京デザイナーズウィーク/ 『HOKUSAI』2014年
- AD INTEREURS 2015年
- ミラノ国際家具見本市(”Salone del Mobile”)『MONDE PARALLELE』  2016年
- 『CURIOSITY CANVAS COLLECTION』 2018年
- ミラノ国際家具見本市(”Salone del Mobile”)『MARMOR NATVM EXHIBITION』 SPACE 2019年

他

## 主な受賞
- 2007年　JCD デザインアワード2007 /GOLD PRIZE受賞
- 2007年　JCD デザインアワード2007 /JURY PRIZE受賞
- 2009年　KU/KAN AWARD 受賞
- 2016年　iFデザイン賞2016受賞 (受賞対象：『CURIOSITY ESSENCE』）
- 2015年　IDA / INTERIOR DESIGN OF THE YEAR 受賞(受賞対象 『PALAZZO FENDI』)
- 2017年　BUILD MAGAZINE INTERIOR AWARD /　BEST MULTI-DISCIPLINARY DESIGN STUDIO受賞
- 2017年　AMERICAN ARCHITECTURE PRIZE  / MEDIAM FIRM OF THE YEAR AWARD IN COMMERCIAL AND INDUSTRIAL INTERIOR DESIGN 受賞
- 2017年　JCD デザインアワード2017受賞 (受賞対象『GINZA SIX』）
- 2017年　INTERIOR DESIGN誌/ BEST OF YEARS AWARDS受賞(受賞対象 『GINZA SIX』)
- 2018年　WALLPAPER*DESIGN AWARDS 2018/BEST ACCENT受賞(受賞対象 『GINZA SIX』)
- 2019年　iFデザイン賞2019受賞(受賞対象 『KANEBO THE EXCEPTIONAL』)
- 2019年　INTERIOR DESIGN誌/ BEST OF YEARS AWARDS受賞(受賞対象 『MONCLER MARINA BAY SINGAPORE』)
- 2020年　FRAME AWARDS 2020 / BEST USE OF DIGITAL TECHNOLOGY 受賞 (受賞対象 『HIPANDA OMOTESANDO FLAGSHIP SHOP』)

他

## 出版
- 『CURIOSITY ESSENCE』 LOFT (スペイン）/2015年/ ISBN 978-8499369945
- 『CURIOSITY SENSE 01』 パルコ出版/2018年/ ISBN 978-4865062878